# Jacques de Tarentaise
Jacques de Tarentaise, ou Jacques d'Assyrie († 429), est un saint de l'Église catholique romaine, né en Assyrie. Il est considéré, par la tradition, comme l'évangélisateur de la Tarentaise en Savoie et son premier évêque légendaire. Il est fêté le 16 janvier.

## Biographie
La connaissance de Jacques de Tarentaise repose sur deux vies — Vita Sanctorum —, l'une mentionnée dans les Acta Sanctorum par les Bollandistes et une seconde citée au XVIIIe siècle dans un recueil de matériaux ayant servi à l'écriture d'une histoire des diocèses de la Savoie. L'une de ces Vie  est connue à travers l'existence de résumés d'un manuscrit du XIIe siècle, voire du siècle suivant, formant la tradition communément utilisée. Il n'existe pas de mentions de ce personnage au cours du Ve siècle.

### Selon la tradition
On ne sait pas grand chose de sa vie avant sa conversion, seulement que Jacques serait originaire d'Assyrie, une région du nord de la Mésopotamie et qu'il aurait été officier de l'armée perse combattant les Romains,,.
Au début du Ve siècle, il aurait rencontré Honorat, en Grèce, qui l'aurait converti au christianisme et participé à la communauté monastique de Lérins, qu'il vient de fonder,,. Il est d'ailleurs parfois nommé Jacques de Lérins.
Selon la tradition, vers 420, Jacques l'Assyrien et Maxime de Riez auraient accompagné Honorat pour évangéliser la vallée des Ceutrons, alors menacée par les invasions burgondes,,. Honorat, devenu évêque d'Arles, aurait consacré Jacques, vers 426, afin qu'il poursuive la mission apostolique en Tarentaise. Joseph-Antoine Besson indique ainsi qu'il est « regardé comme l'Apôtre des Centrons et leur premier évêque ». Il serait mort vers l'an 428 ou 429, plus précisément le 16 janvier, après avoir désigné son compagnon Marcel pour lui succéder. Il serait mort le même jour que Honorat.

### Approches historiques
La présence de Jacques de Tarentaise à cette période doit être nuancée. Selon l'hagiographie, l'évêque aurait demandé ou reçu d'un prince burgonde la concession du roc Pu(p)pim dit depuis Saint-Jacques (sur le territoire de Saint-Marcel), sur lequel il voulait faire édifier une église et où a été édifié un château, dit Saint-Jacques. Toutefois, l'archiviste-paléographe, Jacqueline Roubert, fait observer que l'année 429 donnée pour année de sa mort, les Burgondes ne sont pas encore arrivés dans la région de la Tarentaise. Leur implantation est estimée à 443 (Roubert Leguay). Il y a donc un anachronisme dans cette tradition.
Par ailleurs, la première mention connue d'un évêque de Tarentaise est Sanctius, présent au concile d'Épaone (517), à qui l’on attribue notamment la construction de la cathédrale Saint-Pierre,.
La Vita, publiée aux alentours du XIIe siècle, permettait en partie aux archevêques de Tarentaise, successeurs de saint Jacques, de trouver une justification à leur pouvoir temporel sur la Tarentaise face à l'extension du pouvoir des comtes de Savoie sur cette vallée.
Par ailleurs, le texte de la Vie de Saint Honorat, par son disciple et successeur Hilaire d'Arles, ne fait aucune mention de Jacques.

## Miracles et légendes
Les Vita Sanctorum — qu'on peut diviser en deux parties et que l'on lit lors de la fête du saint — rapportent plusieurs légendes ou miracles liés à saint Jacques.
Il aurait guéri par sa « pure prière » les îles de Lérins du « dragon pestifère ». Il guéri aussi le fils d'un roi burgonde de la fièvre.
Alors qu'il était employé à la construction d'un château, un ours vient de la forêt pour dévorer les bœufs qui transportaient les matériaux. Saint Jacques, qui venait d'assister à la mort d'un des bovins, ordonne à l'ours de remplacer l'animal,. L'église Saint-Jean-Baptiste d'Arêches possède une peinture illustrant ce miracle.
Une autre fois, lors de la construction d'une chapelle, Jacques se trouve avec une poutre trop courte qu'il arrive à allonger en l'aspergeant d'eau bénite,.
Il offre à un roi de Gaule de la neige en plein été sans qu'elle ne soit fondue. On raconte que lors de ce voyage, un aigle attaque le convoi et arrache un œil à l'un des ânes. Saint Jacques ordonne à l'aigle de le rendre, ce qu'il fait.
La médiéviste Denise Péricard-Méa relève dans un ouvrage certains points communs entre les différents cultes de Jacques le Majeur et ceux associés à Jacques de Tarentaise. On observe ainsi qu'ils apportent tous deux la guérison ou encore que Jacques le Majeur aurait dompté des taureaux, selon la légende de Compostelle, alors qu'en Tarentaise il s'agit d'un ours et d'un corbeau.

## Culte
Saint Jacques de Tarentaise est fêté le 16 janvier, principalement en Tarentaise, et commémoré dans les deux autres diocèses de Savoie de Maurienne et de Chambéry.
Des églises lui sont dédiées :
- église Saint-Jean-Baptiste d'Arêches (XVIe siècle), à Beaufort (Savoie)[4] ;
- église Saint-Jacques-d'Assyrie (XVIe siècle), à Hauteluce (Savoie) ;
- chapelle Saint-Jacques (1898), à Saint-Marcel (Savoie), construite à partir des pierres du château dit Saint-Jacques ou Jacquemoz[15] ;
- église Saint-Jacques-de-Tarentaise des Boisses (1950), à Tignes (Savoie). Reproduction à l'identique de l'ancienne église du village se trouvant sous les eaux du barrage[16],[17] ;

Dans le cadre du découpage des Diocèses de Savoie, une paroisses lui est dédiée en Haute-Tarentaise « St Jacques de Tarentaise – Tignes ».
Le mont Saint-Jacques (2 407 m), sur la commune de Mâcot-la-Plagne, porte son nom et des processions y sont organisées.